# Palazzo Maurogordato

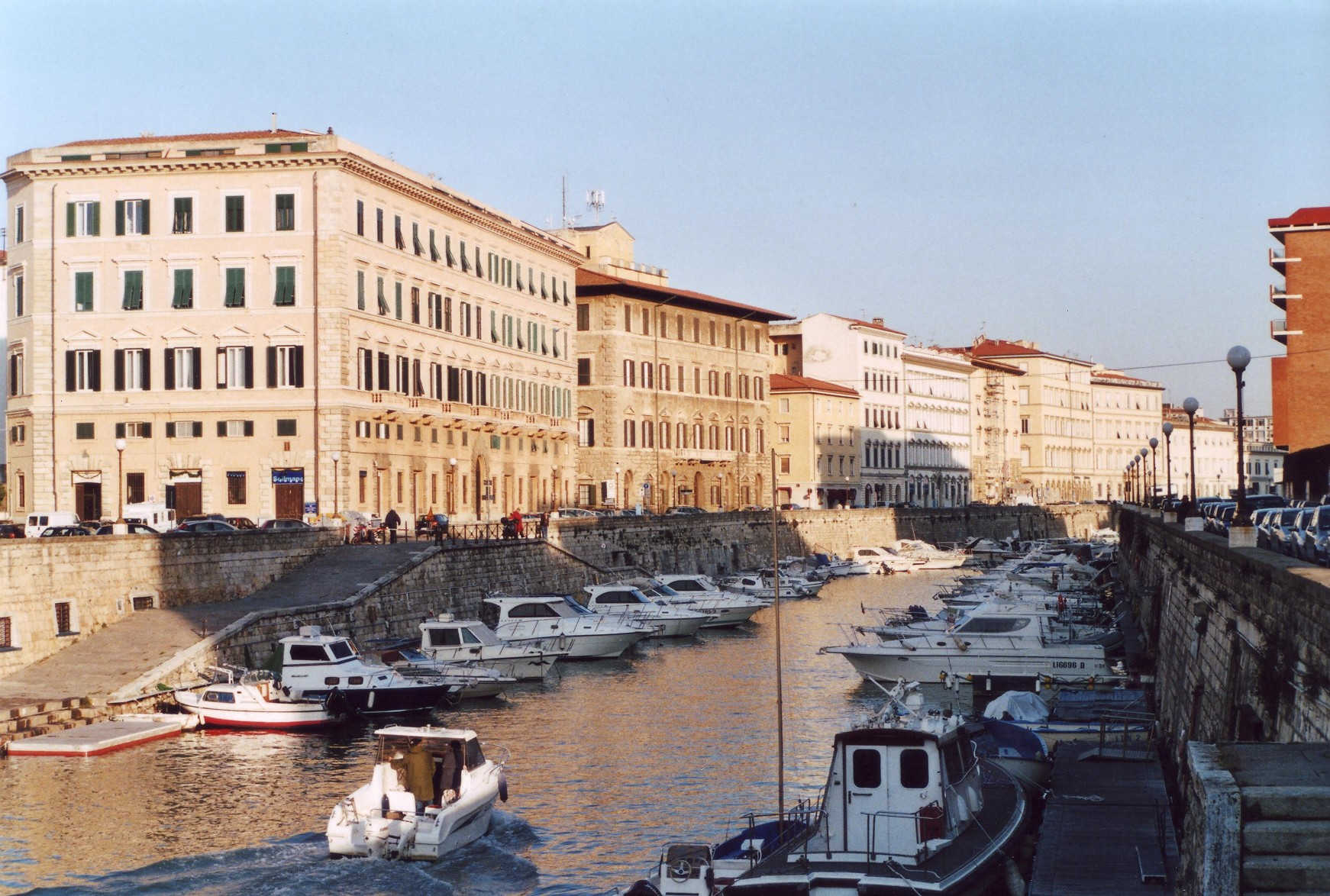
Veduta del palazzo dal Fosso Reale

Il Palazzo Maurogordato è un grande edificio ubicato lungo il Fosso Reale di Livorno. Danneggiato nel corso della seconda guerra mondiale, rappresenta una delle costruzioni più significative poste lungo le sponde della suddetta via d'acqua.
Per diversi anni, fino al 2010, è stato sede del distaccamento locale dell'Enel; da allora è caduto in un inesorabile degrado ed è rimasto disabitato, fino a quando, nel 2015, non è stato in parte occupato abusivamente da alcune famiglie di sfrattati.

## Storia
Intorno agli anni quaranta del XIX secolo la città di Livorno fu interessata da un vasto programma di riassetto urbanistico con la demolizione dei baluardi medicei che circondavano l'antico abitato a pianta pentagonale.
I lavori, promossi da Luigi Bettarini, portarono alla realizzazione di una vasta piazza sul Fosso Reale (l'odierna piazza della Repubblica) e alla formazione di nuove aree edificabili lungo il percorso del medesimo fossato.
Successivamente, il mercante di origine greca Giorgio Maurogordato divenne proprietario di uno di questi lotti e, nel 1856, diede incarico a Giuseppe Cappellini di progettarvi la propria residenza.
I lavori, affidati al capomastro Giovanni Mazzanti, furono conclusi solo nel 1864.

## Descrizione
Giuseppe Cappellini, già autore a Livorno del Teatro Goldoni e dei Casini d'Ardenza, realizzò un palazzo in stile neorinascimentale, ispirandosi ai palazzi fiorentini del XVI secolo, con un massiccio basamento a bugnato sormontato da una serie di grandi aperture regolari. Un vasto balcone sottolinea l'ingresso al palazzo, mentre numerosi timpani (attualmente molto deteriorati) ornano le finestre del primo piano.
Riconducibili alla formazione neoclassica dell'architetto sono invece gli interni, dove spiccano la galleria d'ingresso, lo scalone d'onore e il salone della musica, tutti ambienti caratterizzati da sobrie decorazioni e da eleganti dipinti.